# 2e dynastie van Egypte
De tweede dynastie van het oude Egypte begint met de regering van Hotepsechemoei in (ca.) 2853 v.Chr. en loopt tot (ca.) 2707 v.Chr.

## Gebeurtenissen
Tijdens deze periode werd de koninklijke begraafplaats verplaatst van Abydos naar Sakkara onder Hotepsechemoei. In het latere deel van deze periode werd de koninklijke begraafplaats weer richting Abydos verplaatst, meer bepaald naar Umm el-Qaab.
Onder Hotepsechemoei wordt de traditie gestart om de horusnaam en de nebtynaam op elkaar te laten lijken. Er wordt gedacht dat dit een soort van filosofische achtergrond heeft. Dezelfde Horus- en Nebtynaam zou ook betekenen dat de Horusnaam werd toegekend na het bestijgen van de troon.

### Erfopvolging en verwantschap
De erfopvolging van de 1e dynastie van Egypte is ons duidelijk bijgebleven, die van de 2e dynastie een stuk minder. Tussen de laatste koning Qaä en de eerste koning, Hotepsechemoei, is veel onduidelijkheid en zeker geen verwantschap te ontdekken. Vermoedelijk hebben toen diverse koningen of koninginnen geregeerd.
Een belangrijk document is het standbeeld van Redjit waarin drie koningen worden genoemd. Vermoedelijk hebben na elkaar Hotepsechemoei, Raneb en Nynetjer geregeerd. Na de derde koning is de opvolging onduidelijk, waarschijnlijk regeerden er tegenkoningen.
Koning Seth-Peribsen is de eerste koning uit de Egyptische geschiedenis die een Sethnaam heeft in plaats van een Horusnaam. Waarschijnlijk veranderde hij zijn Horusnaam Sekhemib in de Sethnaam Peribsen. Horus en Seth zijn goden uit de Egyptische mythologie die vechten om de heerschappij over Egypte. Het zou kunnen dat Peribsen geloofde in de triomf van Seth en zo zijn Horusnaam in een Sethnaam veranderde.
Ook koning Chasechem veranderde zijn naam in Chasechemoei. Sekhem betekent 'macht', hetgeen refereert aan Horus, terwijl Sekhemwy 'de beide machten' betekent, hetgeen refereert aan Horus en Seth, wat erop zou kunnen wijzen dat tijdens zijn regering een einde was gekomen aan rivaliserende machten en Egypte weer een stabiel geheel was. Tussen Chasechemoei en Netjerichet of Djoser bestaat er verwantschap.
Er zijn een aantal farao's die buiten de toon vallen die alleen bekend van enkele vondsten zoals:
- Sneferka, door sommige Egyptologen geplaatst tussen de 1e en 2e dynastie in, door anderen weer in de 2e dynastie.
- Horus Weneg
- Horus Sened
- Neferkare
- Neferkasokar
- Hoedjefka
- Horus Ba

## Namen van farao's in hiërogliefen

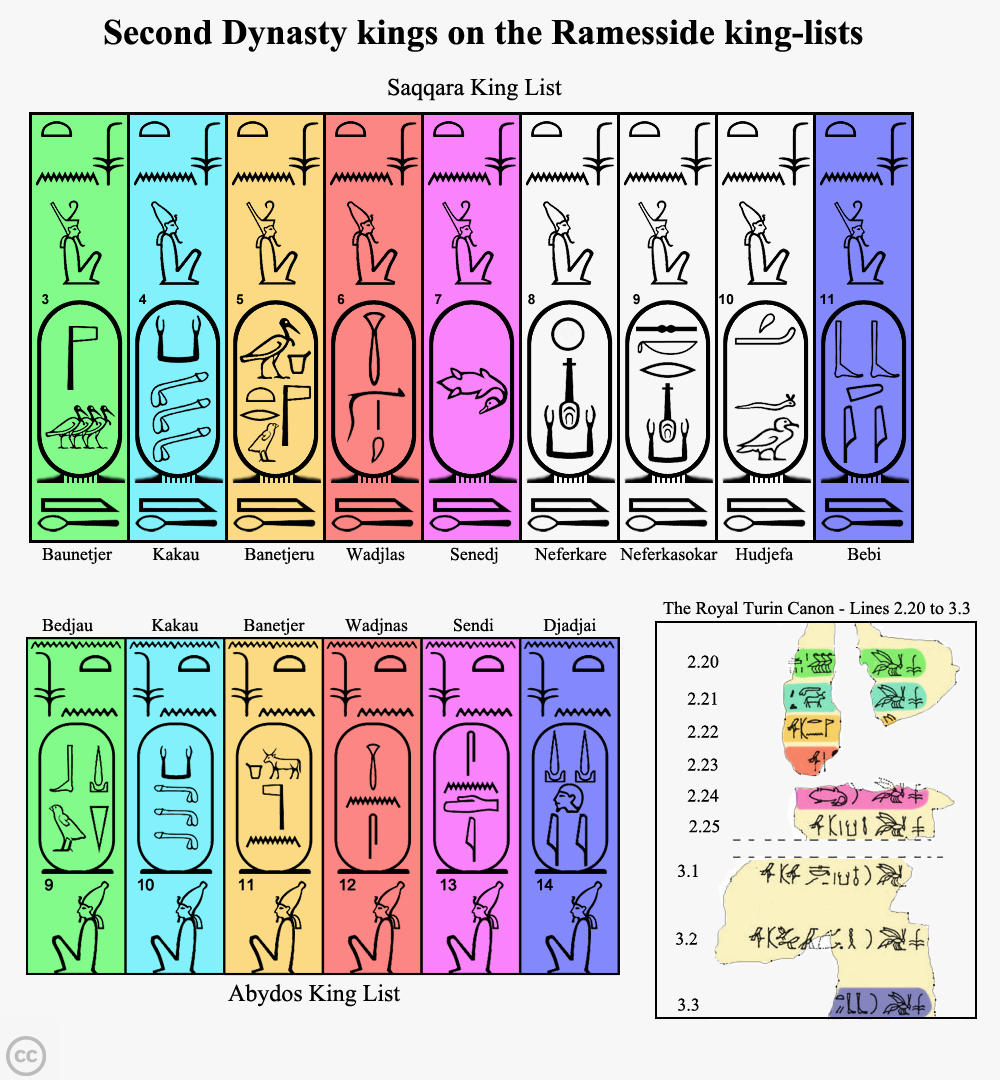
De namen van de farao's van de 2e dynastie uit de Sakkara koningslijst
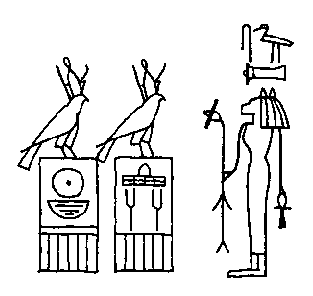
Reliëf van Hotepsechemoei en Nebra of Raneb
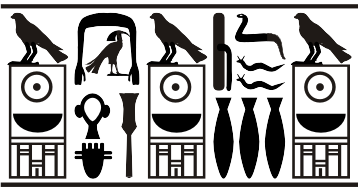
Rolzegel van Nebra/Raneb
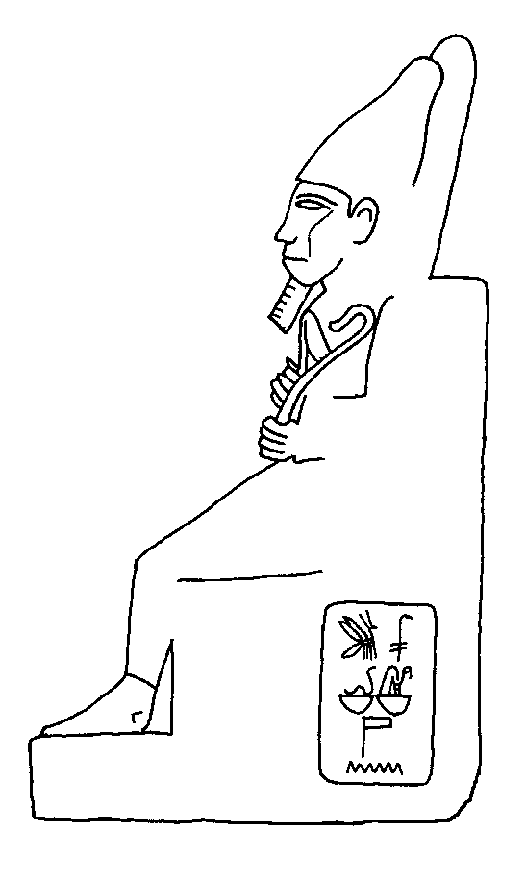
Beeld van Ninetjer
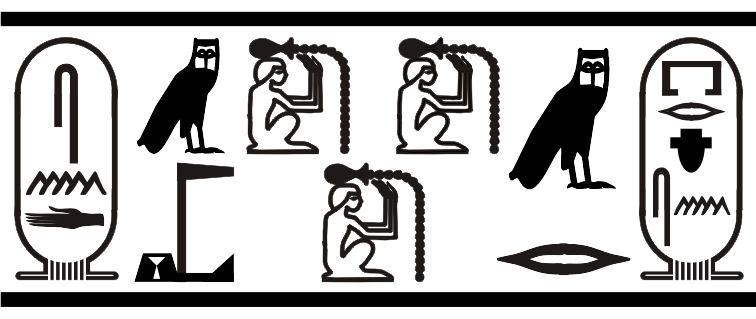
Rolzegel van Sened
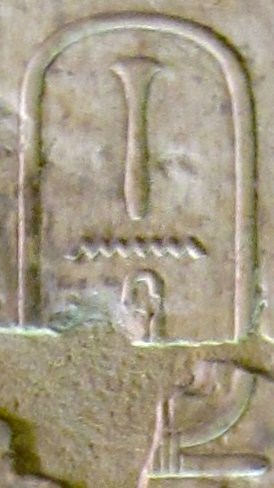
Naam van Wadjnes
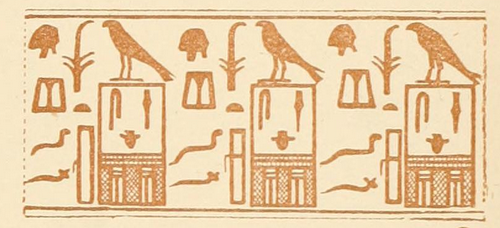
Rolzegel van Sechemib(-perenmaät)
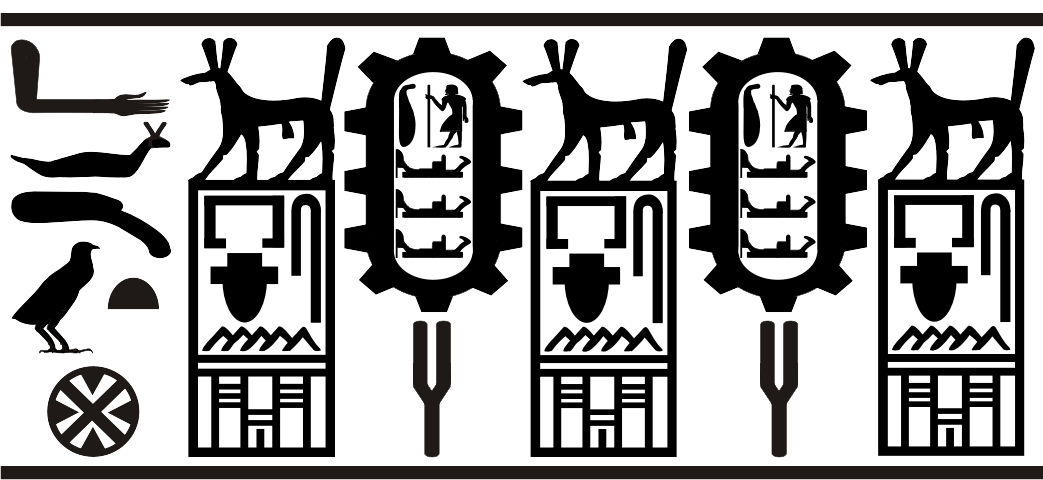
Zegel van (Seth)-Peribsen
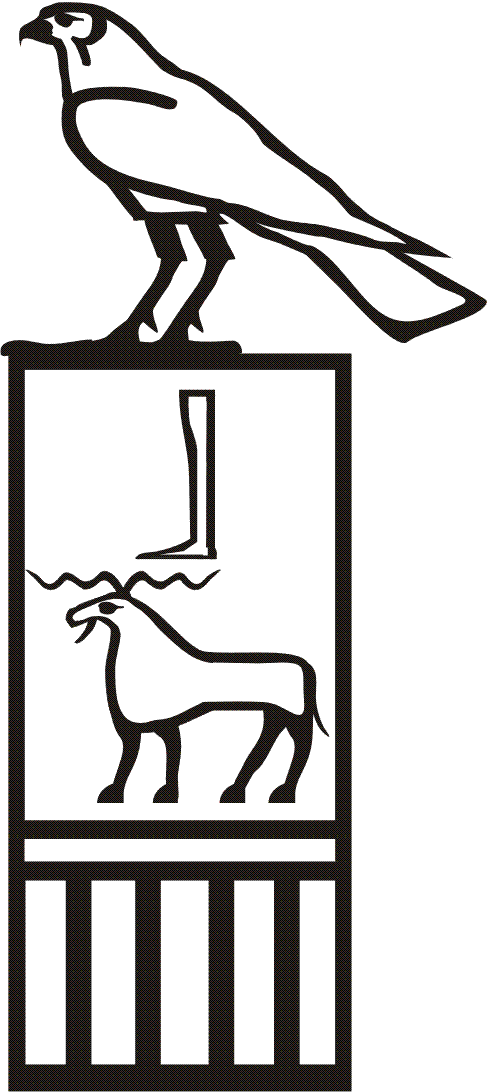
Horusnaam van Horus Ba
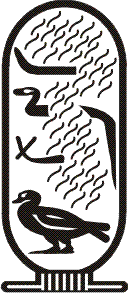
Cartouche van Hudjefa
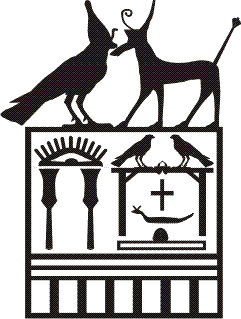
Seth en Horusnaam van Chasechemoei

## Galerij

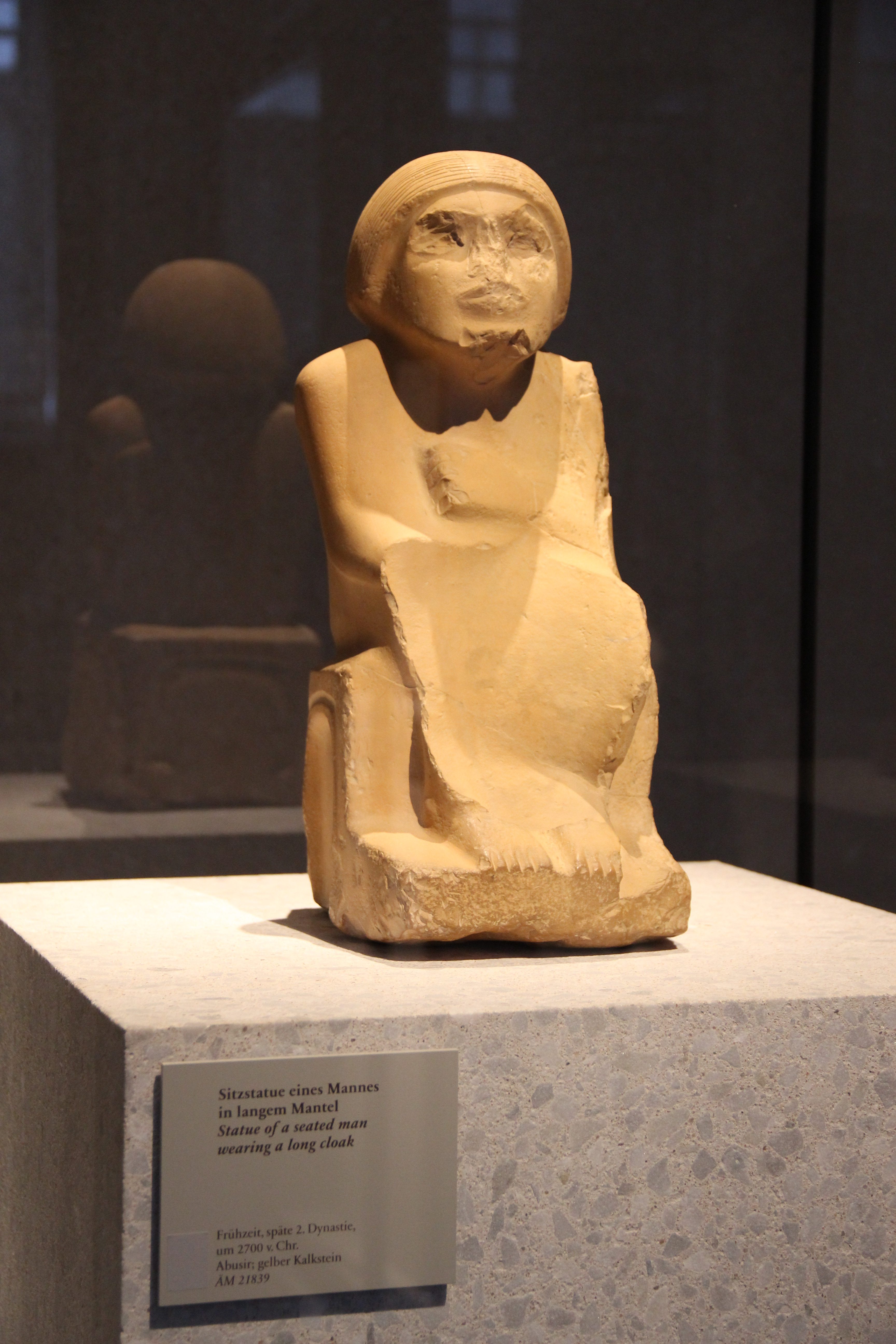
Beeld uit de 2e dynastie Neues Museum
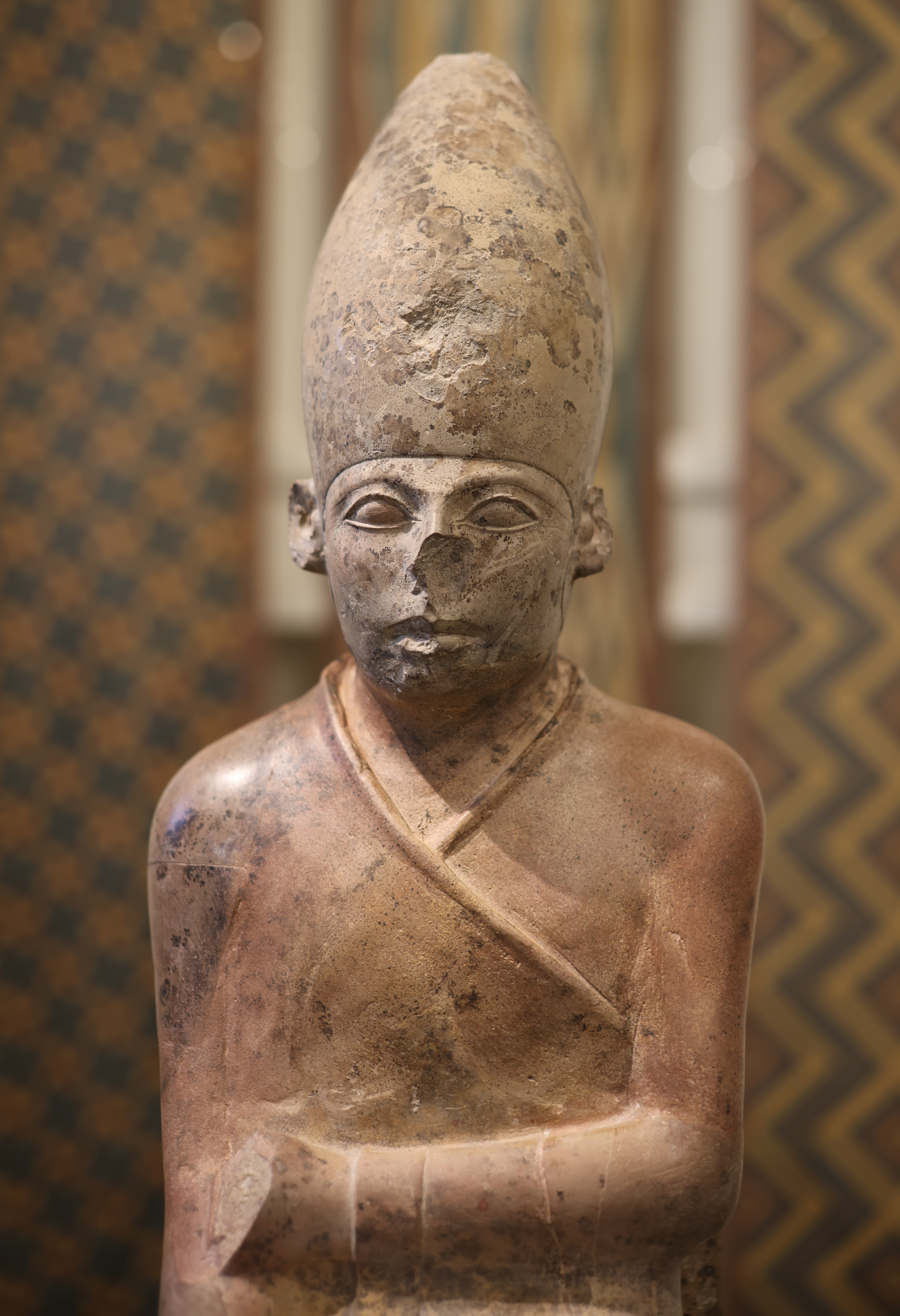
Beeld van farao Chasechemoey Ashmolean Museum
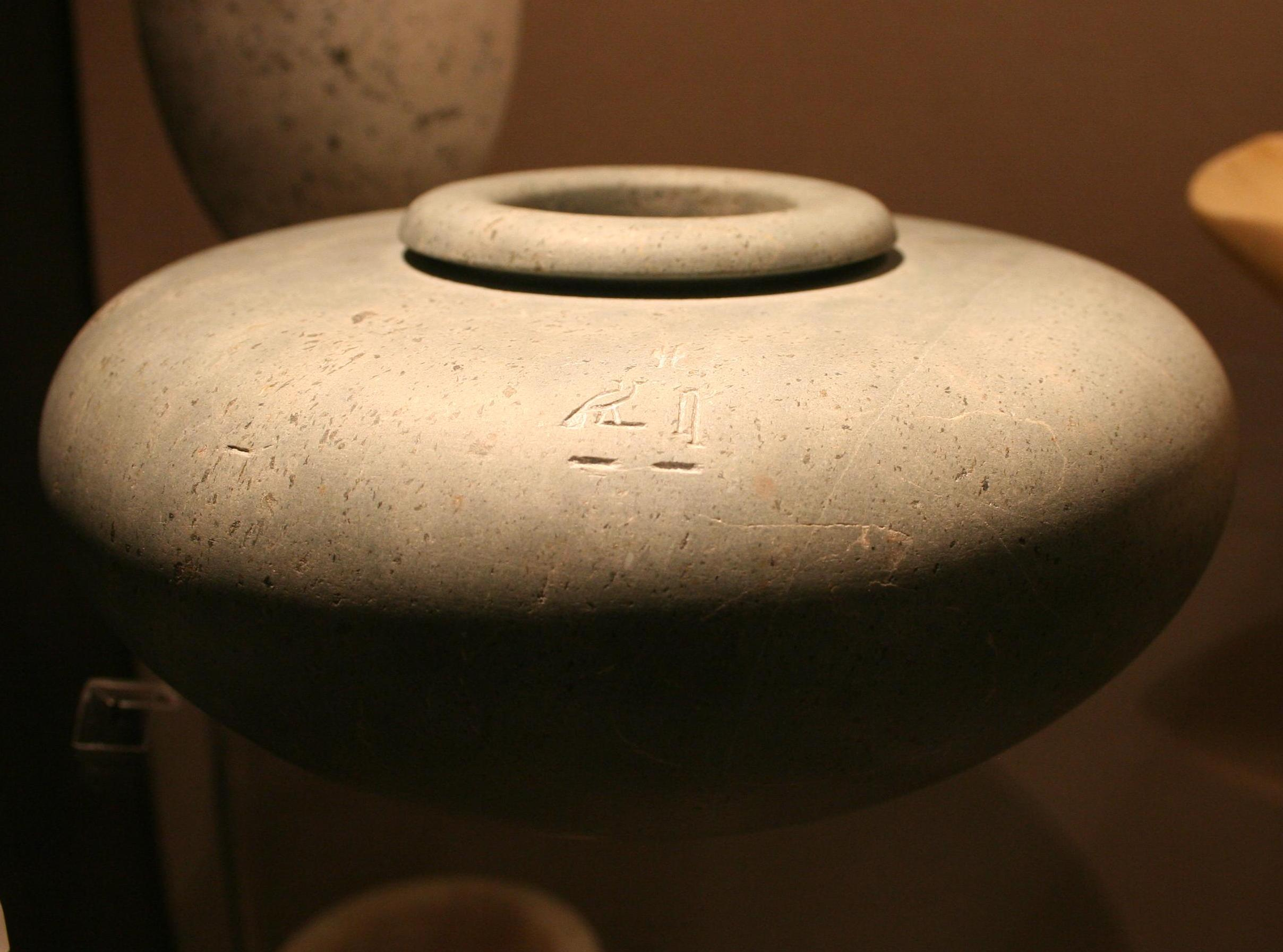
Aardewerk van Neith-priesters uit de 2e dynastie Ägyptisches Museum, Leipzig
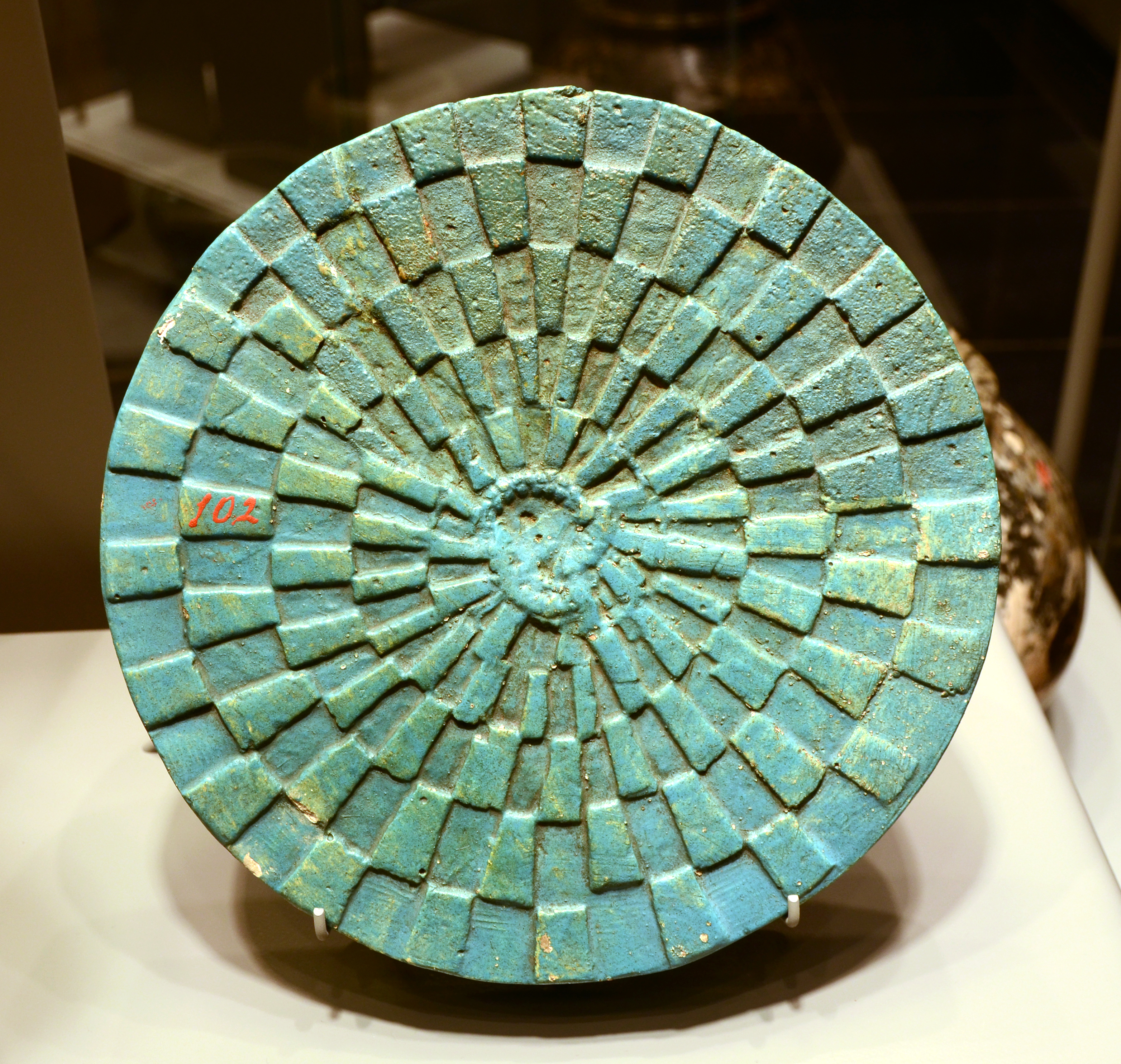
Spelbord uit de 2e dynastie Musée Royal de Mariemont
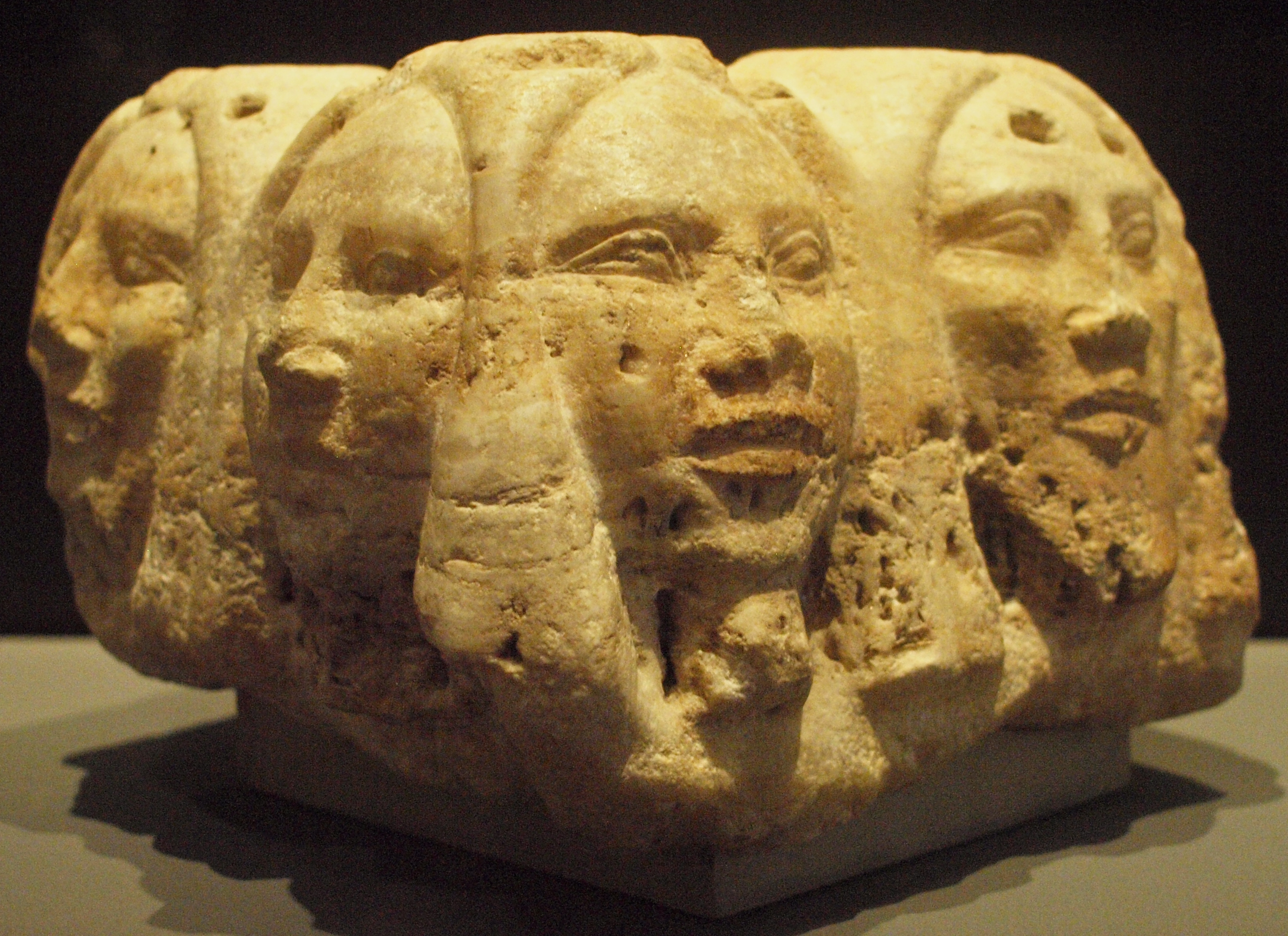
Voetstuk van een beeld met de hoofden van buitenlanders uit de 2e dynastie Staatliches Museum Ägyptischer Kunst, München